# Santuari de Nostra Senyora de Gràcia
El Santuari de Nostra Senyora de Gràcia està situat sota la balma de la Penya Falconera del Puig de Randa, al municipi de Llucmajor, Mallorca.
El Santuari té el seu origen a la cova de s'Aresta, on a mitjan segle xv van a viure-hi dos frares franciscans que van acabar convertint-la en ermita. A finals del segle xv es fundà el santuari de Nostra Senyora de Gràcia amb una església gòtica. A mitjan segle xviii se substituí aquesta església per una altra de característiques neoclàssiques que s'acabà el 1819. Està construïda amb pedres de la muntanya i amb marès de Galdent i és de petites dimensions.

## Interior

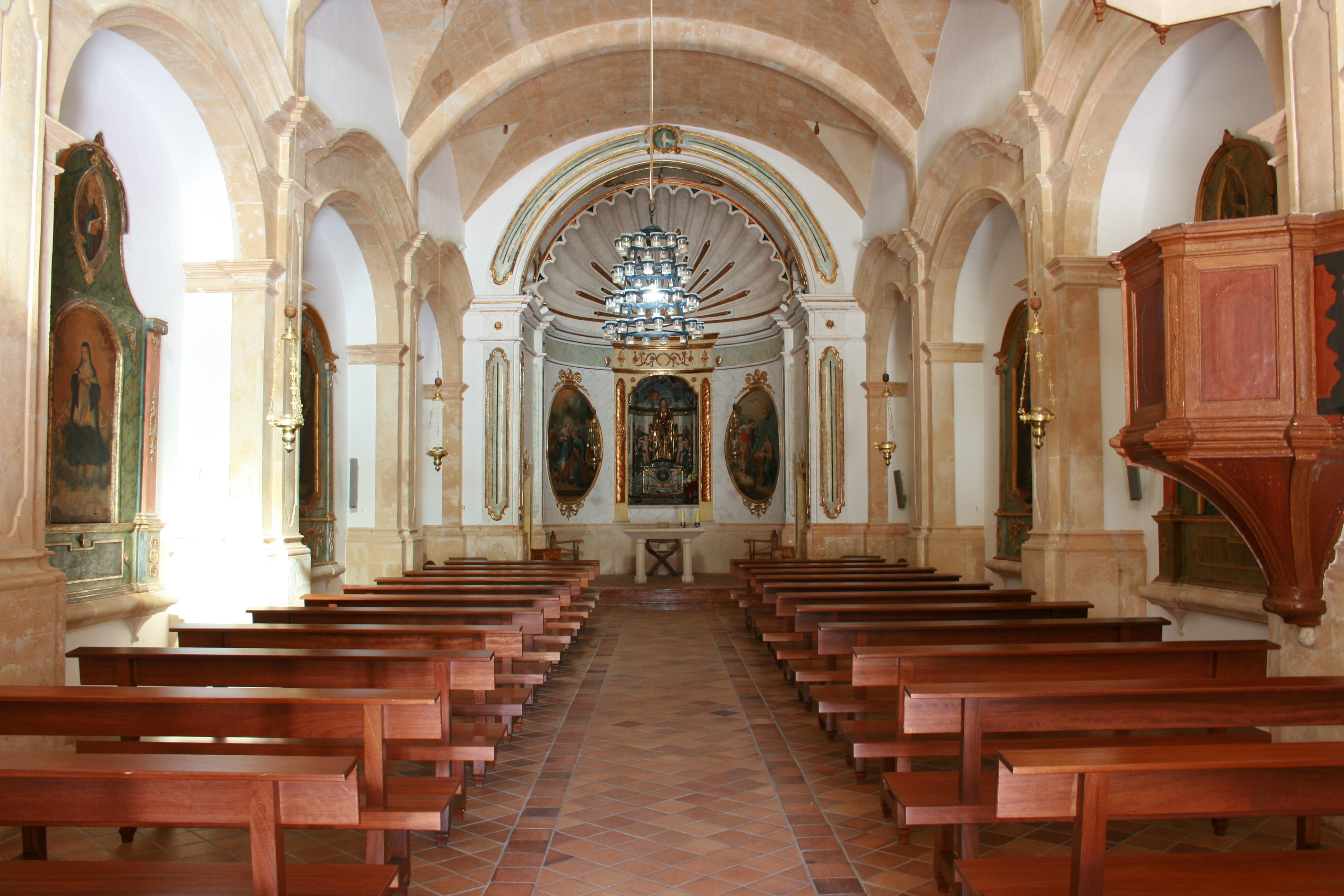
Interior de l'església

L'església presenta una planta rectangular i nau única coberta per una volta de canó amb arcs afegits. Té quatre capelles laterals i un portal a la dreta i cinc capelles laterals a l'esquerra, una capçalera amb absis i un cor amb una barana de gelosia de fusta que té l'orgue al mig.

### Capelles
La primera capella de la dreta té el retaule de sant Antoni Abat dins d'una fornícula, l'únic que encara té altar. Després ve la porta lateral que és l'antiga capella de l'oratori. Al costat hi ha una trona, amb un colom amb els raigs de l'Esperit Sant. A la següent capella hi ha el retaule de la Mare de Déu de la Corona o del Rosari. A la tercera capella hi ha el retaule de sant Miquel Arcàngel, patró de Llucmajor, i a la quarta hi ha un dels goigs, del segle xv i d'estil gòtic, que els pelegrins seguien en el camí des de Llucmajor al santuari. La sagristia ve a continuació, a la dreta de l'altar major.

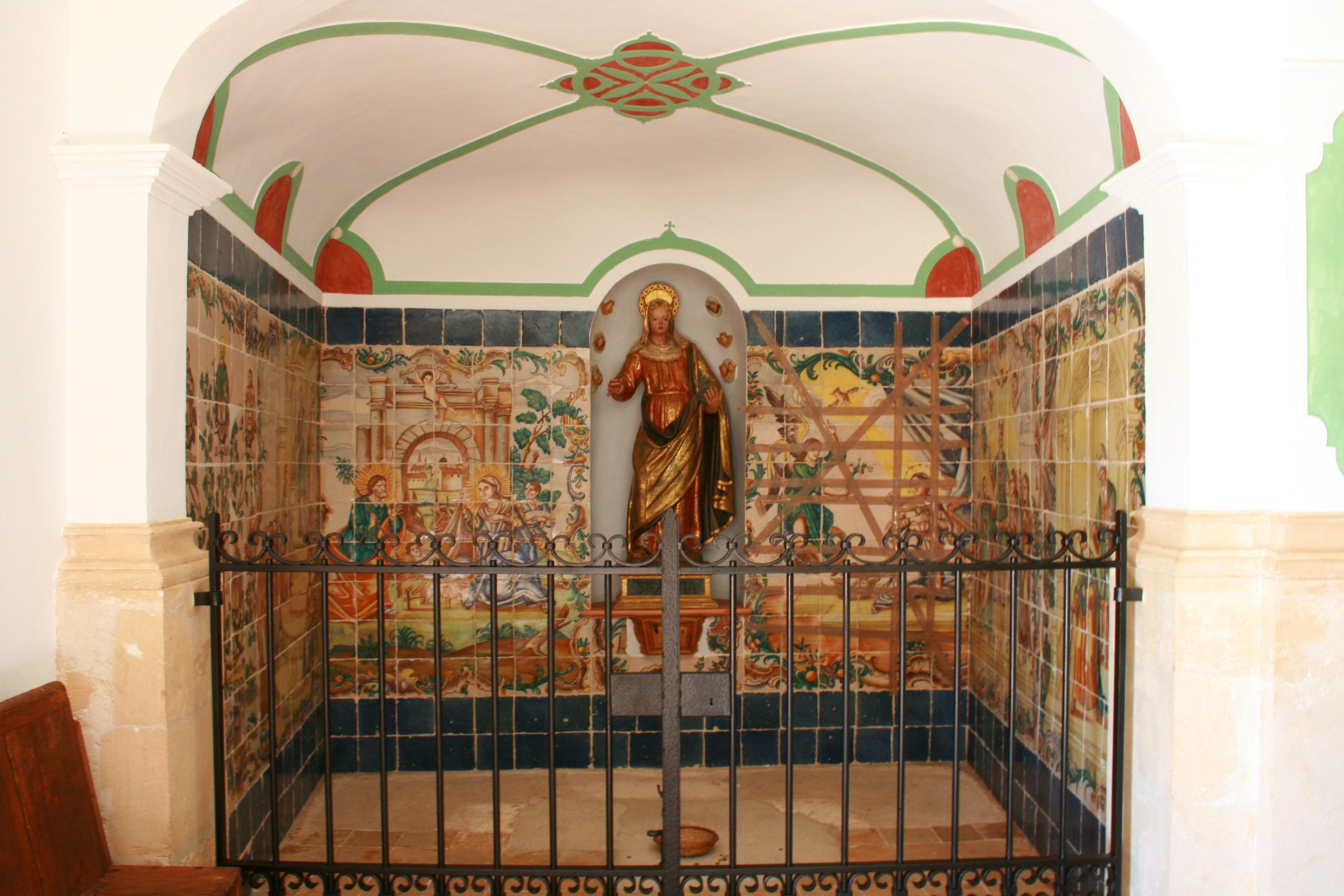
Capella de santa Anna

A la primera capella de l'esquerra hi ha una imatge de santa Anna, mare de la Mare de Déu, dins d'una fornícula, coincidint la seva ubicació amb la de l'església del segle xv. Aquesta imatge, antigament gaudia de gran devoció entre les joves llucmajoreres i a la qual es ficaven agulles per, segons la tradició, trobar un bon enamorat. Les parets de la capella estan enrajolades amb ceràmica valenciana i representen escenes bíbliques. A continuació, a la segona capella, hi ha el retaule de santa Càndida, patrona de Llucmajor. A la tercera el retaule de la Glorificació de santa Catalina Tomàs, a la quarta el de sant Josep, espòs de la Mare de Déu, i a la darrera la creu amb Jesús Crucificat.

### Presbiteri

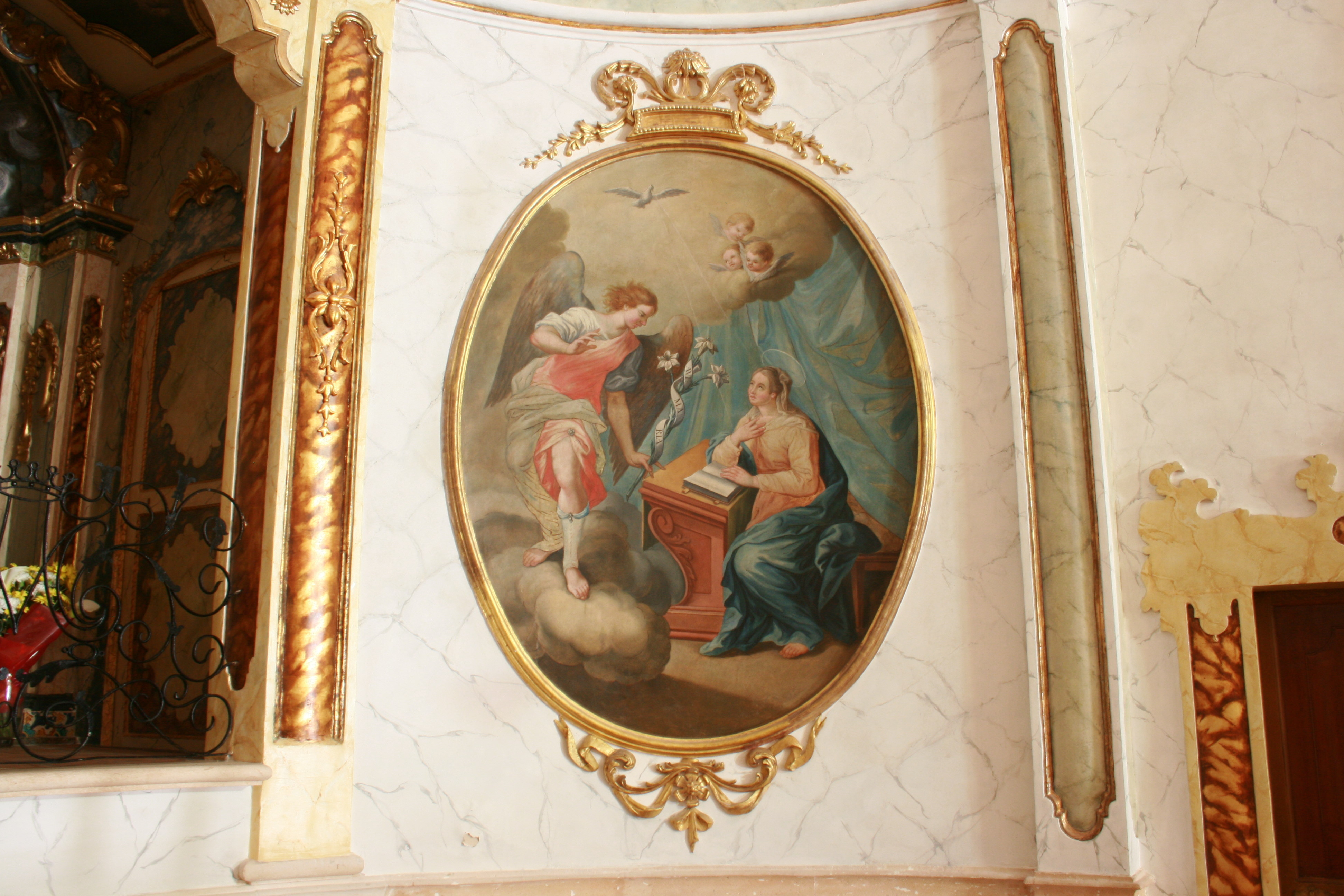
Anunciació de G. Ferrer

El presbiteri és cobert per una copinya, s'hi puja per dos escalons i a cada cap de l'altar major hi ha dos quadres de forma oval. En un es representa l'Anunciació i en l'altre la Visitació, obres de Guillem Ferrer i Puig (1759-1833). Darrere l'altar i dins el cambril hi ha la imatge de la Mare de Déu de Gràcia. És una preciosa talla de fusta policromada gòtica que té les mans en senyal d'adoració amb dos àngels barrocs que la custodien i un escut amb l'anagrama marià. A la part superior del cambril, hi ha una pintura damunt tela que representa la coronació de la Mare de Déu amb la bolla del Món, en el centre Crist ressuscitat i la Creu amb dos àngels a cada costat.

## Construccions annexes

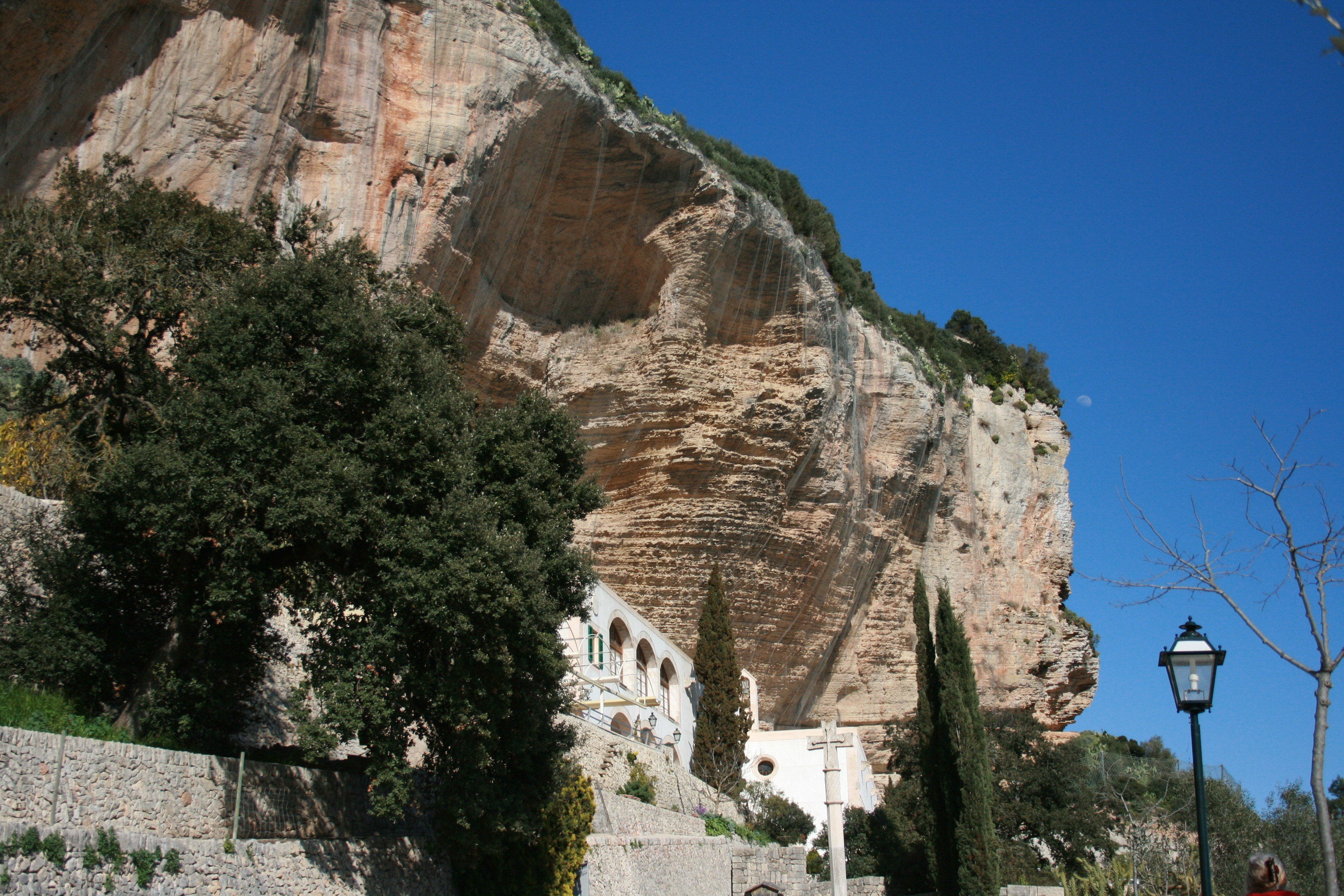
Vista general on destaquen les tres arcades de l'hostatgeria

Els edificis actuals de l'ermita són llarguers, seguint l'escletxa del penya-segat. A la part esquerra hi ha l'hostatgeria, del segle xviii, que ocupa les estances que antigament eren les cel·les dels ermitans. La façana és llarguera amb tres arcs rebaixats, té el del mig obert que serveix d'entrada a una planta baixa empedrada amb volta d'aresta, a la qual s'ha d'accedir per una escala que s'obri a una esplanada, en el pis noble, a més de les tres arcades hi ha un rellotge de sol amb la llegenda Adeamus cum fiducia ad thronum Gratiae (Anem amb confiança al tron de Gràcia).